# The Shadow (1937)
The Shadow, auch bekannt als The Circus Shadow, ist ein US-amerikanischer Kriminalfilm von Columbia Pictures mit Rita Hayworth und Charles Quigley aus dem Jahr 1937. Als Vorlage diente eine Geschichte von Milton Raison.

## Handlung
Nach dem Tod ihres Vaters versucht Mary Gillespie, dem Familienzirkus zu neuem Ruhm zu verhelfen. Dabei will sie ihr Freund, der Presseagent Jim Quinn, tatkräftig unterstützen. Auch alle Künstler und Artisten bieten großzügig ihre Hilfe an, bis auf den Star der Show, Señor Martinet. Diesem schuldete Marys Vater 60.000 Dollar, die der egozentrische Artist nun gierig einfordert. Er weiß, dass Mary die hohe Summe nicht aufbringen kann, und droht daher, den Zirkus zu übernehmen und alle Künstler zu entlassen, die nicht nach seiner Pfeife tanzen. Bei seiner nächsten Vorstellung in der Manege fällt er tot von seinem Pferd – die Menge ist schockiert. 
Wie sich kurze Zeit später herausstellt, befand sich am Sattel ein vergifteter Dartpfeil. Somit steht fest, dass der unbeliebte Martinet ermordet wurde. Als Mörder kommen nun viele Personen in Frage. Besonders Vindecco, Martinets gedemütigter Assistent, macht sich durch sein merkwürdiges Verhalten verdächtig. Nachdem eine schattenhafte Gestalt durch die Manege schleichend gesichtet wurde, glaubt Jim Quinn, dass Mary der Mord früher oder später in die Schuhe geschoben werden könnte. Er beschließt daher, die Polizei bei ihren Ermittlungen zu unterstützen. Vindecco scheint derweil mehr über den Fall zu wissen, zögert aber, zur Polizei zu gehen, bevor er nicht eindeutige Beweise für seine Mordtheorie gefunden hat. Nur Mary gegenüber enthüllt er sein Wissen. Diese ist mehr als überrascht, als sie erfährt, dass er in Wahrheit Martinets Bruder ist. Bei ihrer Unterredung werden sie jedoch von der schattenhaften Gestalt belauscht. Nicht viel später wird auch Vindecco tot aufgefunden.
Nachdem Mary dem Mörder im schwarzen Umhang nur knapp entkommen ist, fürchtet Jim um ihr Leben. Er überzeugt daraufhin die Polizei, dass Mary sowohl Martinet als auch Vindecco auf dem Gewissen hat, um sie ins Gefängnis und damit an den einzig sicheren Ort zu bringen, bis der wahre Täter überführt wird. Daraufhin verkündet er, dass er wisse, wer hinter allem steckt, in der Hoffnung, der Mörder werde nun versuchen, auch ihn umzubringen. Die Person im schwarzen Umhang greift ihn noch in derselben Nacht an und glaubt, ihn getötet zu haben. Jim wurde jedoch nur verwundet und ist sich nun sicher, wer sich hinter der Maske verbirgt. Kurz darauf lässt er alle Verdächtigen und auch Mary versammeln, um vor ihnen und der Polizei den Mörder zu entlarven. Wie er bei seinen Nachforschungen erfahren hat, gab es noch einen dritten Martinet-Bruder, und Martinet selbst war einst verheiratet, verließ aber wahrscheinlich wegen Untreue seine Frau. Bei dieser Frau handelt es sich um Dolores, die als eine Hälfte unechter siamesischer Zwillinge ebenfalls im Zirkus arbeitet. Sie hatte sich an Martinet rächen wollen und ihn deshalb getötet. Nach ihrer Festnahme sind alle anderen erleichtert, da sie nun unbesorgt zum Zirkusalltag zurückkehren können. Auch Mary fällt ein Stein vom Herzen und vergibt Jim, sie des Mordes beschuldigt zu haben, da es nur ihrem eigenen Schutz diente. Gemeinsam blicken sie in eine frohe Zukunft.

## Hintergrund
The Shadow war der erste Film, bei dem Rita Hayworths Name auf den Werbeplakaten ganz oben stand. Trotz des gleichen Titels, hat dieser Film nichts mit dem Radioprogramm The Shadow zu tun, das während der 1930er Jahre in den Vereinigten Staaten sehr beliebt war. Drei Jahrzehnte später wurde die Handlung als Zirkus des Todes (1967) von Columbia Pictures mit Joan Crawford in der Hauptrolle erneut verfilmt.

## Kritiken
Weekly Variety zufolge hätten Rita Hayworth als Besitzerin des Zirkus und Charles Quigley als Presseagent „gute Vorstellungen“ geliefert, „wobei Hayworth mit der Zeit immer bessere Arbeit leistet“. Bisweilen zeige sie „sogar große Emotionen“, was schon viel heiße für „jene Mädchen, die in Filmen besetzt werden, die weniger als einen Monat vom Papier bis zur Premiere brauchen“.
Für Hal Erickson vom All Movie Guide war The Shadow rückblickend „eine rasante Kriminalgeschichte vor dem Hintergrund der Zirkuswelt“. Das Ende sei hervorragend, „auch wenn es der Logik widerspricht“.